# فيليبي غوفيا
فيليبي غوفيا هو مدرب كرة قدم ولاعب كرة قدم برتغالي في مركز الوسط، ولد في 12 مايو 1973 في Massarelos ‏ في البرتغال. لعب مع ديبورتيفو داس أيفيس ونادي أونياو دا ماديرا ونادي باسوش دي فيريرا ونادي بوافيشتا ونادي بيلينينسش ونادي جل فيسنتي ونادي فارزيم ونادي فارنزي ونادي فيزيلا ونادي مونبلييه وناسيونال ماديرا.

## وصلات خارجية
- فيليبي غوفيا على موقع قاعدة بيانات كرة القدم.إي يو (الإنجليزية)
- فيليبي غوفيا على موقع Soccerbase.com (مدرب) (الإنجليزية)
- فيليبي غوفيا على موقع عالم كرة القدم.نت (الإنجليزية)